# Suecia en los Juegos Paralímpicos de Innsbruck 1988
Suecia estuvo representada en los Juegos Paralímpicos de Innsbruck 1988 por un total de 17 deportistas, 15 hombres y dos mujeres.

## Medallistas
El equipo paralímpico sueco obtuvo las siguientes medallas:
| Nombre                                                     | Deporte        | Evento                             |
| ---------------------------------------------------------- | -------------- | ---------------------------------- |
| Oro                                                        |                |                                    |
| Per-Erik Larsson                                           | Biatlón        | 7,5 km LW2 masculino               |
| Lars Lundström                                             | Esquí alpino   | Eslalon gigante LW5/7 masculino    |
| Åke Pettersson                                             | Esquí de fondo | 30 km distancia larga B1 masculino |
| Plata                                                      |                |                                    |
| Gunilla Åhrén                                              | Esquí alpino   | Eslalon LW6/8 femenino             |
| Mats Linder                                                | Esquí alpino   | Descenso B1 masculino              |
| Mats Linder                                                | Esquí alpino   | Eslalon gigante B1 masculino       |
| Lars Lundström                                             | Esquí alpino   | Eslalon LW5/7 masculino            |
| Max Stålnacke                                              | Esquí de fondo | 15 km distancia corta B3 masculino |
| Max Stålnacke                                              | Esquí de fondo | 30 km distancia larga B3 masculino |
| Eskil Höglund Åke Pettersson Max Stålnacke Bertil Tegelund | Esquí de fondo | 4 × 10 km B1-3 masculino           |
| Bronce                                                     |                |                                    |
| Rune Karlsson                                              | Biatlón        | 7,5 km LW6/8 masculino             |
| Gunilla Åhrén                                              | Esquí alpino   | Descenso LW6/8 femenino            |
| Lars Lundström                                             | Esquí alpino   | Descenso LW5/7 masculino           |
| Åke Pettersson                                             | Esquí de fondo | 15 km distancia corta B1 masculino |
| Bertil Tegelund                                            | Esquí de fondo | 15 km distancia corta B2 masculino |